# Języki mandaryńskie

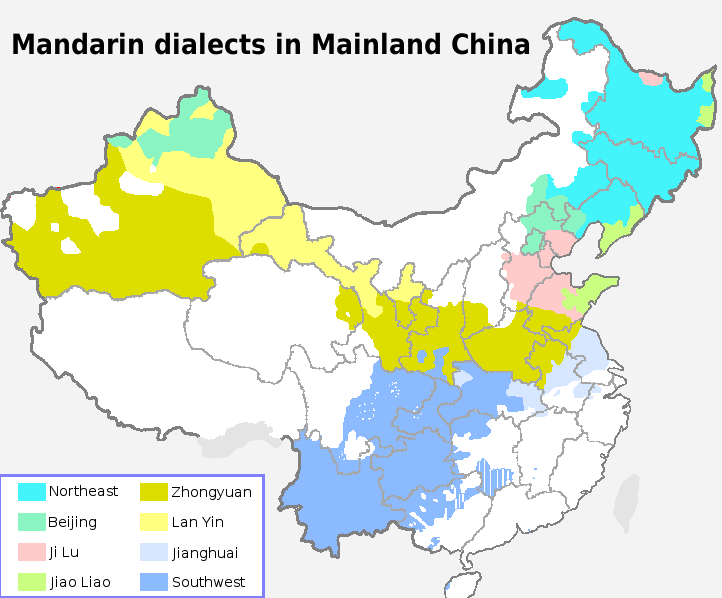
Zasięg języków mandaryńskich

Języki mandaryńskie – grupa języków, którymi, według sinologów chińskich, mówi 70% populacji etnicznych Chińczyków.
Najważniejszym jej przedstawicielem jest standardowy język mandaryński (w ChRL nazywany 普通話 pǔtōnghuà „powszechny język”, natomiast na Tajwanie 國語 guóyǔ „język narodowy”), czyli standardowy mówiony język chiński, wyniesiony do rangi języka państwowego Chin, często po prostu nazywany językiem mandaryńskim.
Pozostałe odmiany w tej grupie mają charakter lokalny i, z drobnymi wyjątkami, nie używają pisma.
Co do bardziej szczegółowego podziału języków mandaryńskich na podgrupy nie ma wśród sinologów zgody. Istnieje jednak zgoda co do tego, że do języków mandaryńskich zaliczać należy (w kolejności alfabetycznej – nazwy często pochodzą od nazwy obszaru, na którym danego języka się używa): Anqing, Chengdu, Chongqing, Dalian, Fuyang, Guiyang, Guilin, Hefei, Huangtong, Jinan, Jiuquan, Kunming, Lanzhou, Luoyang, Hankou, Huaiyang, Nankin, Qingdao, Qufu, język Pekinu, Shenyang, Taiyüan, Wuhan, Wuwei, Xi’an, Xinyang, Xuzhou, Yantai, Yingchuan, Yuncheng, Zhangye, Zhengzhou.
Określenie „mandaryński” pochodzi od dawnej europejskiej nazwy chińskiego urzędnika – mandaryn. Po chińsku języki mandaryńskie określa się terminem 官話 guānhuà – dosłownie „mowa urzędników”, a potocznie także 北方話 běifānghuà – „mowa północnych Chin”.